# Остап Стецьків

Остап Стецьків (13 березня 1924, Львів — серпень 2002) — канадський футболіст українського походження, півзахисник.
Грав за львівский клуб «Україна». У 1942 році виграв першість Галичини.
Як член Української повстанської армії, після Другої світової війни він опинився в Італії, згодом переїхав до Німеччини. В місті Ульм у 1946 році він організував футбольну команду «Україна».
Згодом виступав за команди: «Фенікс» (Карлсруе), «Олімпік» (Шарлеруа), в якому грав разом з українцем Олександром Скоценем. Потім грав за французькі клуби — «Ніцца», «Валансьєн», «Ліон». Згодом грав у Канаді за «Торонто Україна» та «Рочестер Украініанс». У 1957 році в складі клубу «Монреаль Україна» виграв канадський національний кубок виклику. Грав за збірну штату.
Провів 1 матч за збірну Канади 6 липня 1957 року проти США (3:2), в цьому матчі Стецьків забив гол на 14 хвилині у ворота Роберта Буркхардта. В цьому ж матчі також брали участь українці Володимир Закалюжний та Мирон Береза.
Тренував клуб з Торонто «Інтер-Рома».
В Торонто він довгий час був головою і членом управи «Україна». Велика заслуга Остапа в організації музею футболу, в якому нараховується більше 700 світлин, які відображають історію львівських клубів «Україна» та «Карпати» та «Україна» (Торонто). За проведену роботу його нагородили Золотим Хрестом УПА.